# Christian Ziege
Christian Ziege, né le 1er février 1972 à Berlin en Allemagne, est un footballeur
international allemand. Il a pris sa retraite le 20 octobre 2005 et s'est reconverti en entraîneur.
Cet arrière latéral gauche (parfois milieu) s'était particulièrement illustré au sein de l'équipe nationale d'Allemagne victorieuse du Championnat d'Europe 1996, puis au sein de celle qui fut finaliste de la Coupe du monde 2002. Il fut l'un des cadres de la Mannschaft à la fin des années 1990.

## Biographie
Formé au Bayern Munich, Ziege débute en 1991 dans la Bundesliga dont il devient rapidement l'une des grandes stars. Sous les couleurs du club bavarois, il dispute 185 matchs et inscrit 38 buts entre 1991 et 1997. Il y remporte 2 titres de champion d'Allemagne et une Coupe UEFA. 
À 24 ans, Ziege, international depuis 1993, dispute l'Euro 1996. Il s'y illustre particulièrement, inscrivant 2 buts dont un lors du premier match contre la République tchèque (victoire 2-0). Le succès de la Mannschaft lui permet d'acquérir une renommée internationale.
Il est recruté par le prestigieux club italien, le Milan AC avec qui il jouera deux ans et remportera un titre de champion d'Italie en 1999. Il ira ensuite en Angleterre où il jouera pendant 5 saisons dans trois clubs différents : le Middlesbrough, le FC Liverpool et Tottenham Hotspur. Ces saisons en Angleterre vont être perturbées par des blessures, notamment aux genoux. En 2004, il sera même libéré de son contrat avec Tottenham à cause de ses blessures, malgré l'investissement de 7 M€ que le club londonien avait réalisé avec lui.
De retour en Allemagne, il ne disputera que 13 matchs avec le Borussia Mönchengladbach avant de prendre sa retraite. 
En équipe nationale, il a disputé toutes les compétitions internationales entre 1996 et 2002 (Euro 1996, Euro 2000 et Coupe du monde 1998,  Coupe du monde 2002). Il s'est distingué particulièrement lors de la Coupe du monde 2002. D'une part, en étant l'un des artisans principaux de la deuxième place de la sélection lors du tournoi ; d'autre part, en arborant une coupe à l'« iroquoise » très remarquée.
Bien que retenu dans l'effectif allemand pour l'Euro 2004, il ne disputera pas une minute de jeu dans le tournoi.
Depuis le 1er décembre 2015, il est entraineur de l'équipe du Deportivo Atlético Baleares.

## Profil du joueur
Joueur de couloir, Ziege évoluait indifféremment comme défenseur ou comme milieu. Il était réputé aussi bien pour ses qualités offensives que défensives. La précision de ses centres et la puissance de ses frappes de balle faisaient de lui un danger pour les défenses adverses. En tant que défenseur, il avait de solides qualités à faire valoir, comme ses tacles rugueux et son jeu de tête. Il était aussi un excellent buteur (il a notamment inscrit un hat trick contre l'Irlande du Nord en 1999).
Malheureusement pour lui, il était souvent victime de blessures, qui le freineront régulièrement, surtout à la fin de sa carrière, ce qui le poussa à se retirer à l'âge 33 ans

## Buts en sélections
| Buts en sélection de Christian Ziege | Buts en sélection de Christian Ziege | Buts en sélection de Christian Ziege | Buts en sélection de Christian Ziege | Buts en sélection de Christian Ziege | Buts en sélection de Christian Ziege | Buts en sélection de Christian Ziege |
| #                                    | Date                                 | Lieu                                 | Adversaire                           | Score                                | Résultats                            | Compétitions                         |
| ------------------------------------ | ------------------------------------ | ------------------------------------ | ------------------------------------ | ------------------------------------ | ------------------------------------ | ------------------------------------ |
| 1                                    | 6 septembre 1995                     | Frankenstadion, Nuremberg            | Géorgie                              | 2-1                                  | 4-1                                  | Éliminatoires Euro 1996              |
| 2                                    | 4 juin 1996                          | Carl-Benz-Stadion, Mannheim          | Liechtenstein                        | 5-1                                  | 9-1                                  | Match amical                         |
| 3                                    | 9 juin 1996                          | Old Trafford, Manchester             | Tchéquie                             | 1-0                                  | 2-0                                  | Euro 1996                            |
| 4                                    | 25 mars 1998                         | Carl-Benz-Stadion, Mannheim          | Luxembourg                           | 7-0                                  | 7-0                                  | Match amical                         |
| 5                                    | 8 septembre 1999                     | Westfalenstadion, Dortmund           | Irlande du Nord                      | 2-0                                  | 4-0                                  | Éliminatoires Euro 2000              |
| 6                                    | 8 septembre 1999                     | Westfalenstadion, Dortmund           | Irlande du Nord                      | 3-0                                  | 4-0                                  | Éliminatoires Euro 2000              |
| 7                                    | 8 septembre 1999                     | Westfalenstadion, Dortmund           | Irlande du Nord                      | 4-0                                  | 4-0                                  | Éliminatoires Euro 2000              |
| 8                                    | 23 février 2000                      | Amsterdam Arena, Amsterdam           | Pays-Bas                             | 1-1                                  | 1-2                                  | Match amical                         |
| 9                                    | 27 mars 2002                         | Ostseestadion, Rostock               | États-Unis                           | 1-1                                  | 4-2                                  | Match amical                         |

## Palmarès

### En club
- Bayern Munich :
  - Vainqueur de la Coupe de l'UEFA en 1996.
  - Champion de Bundesliga en 1994 et 1997.
- AC Milan :
  - Champion de Serie A en 1999.
- Liverpool FC :
  - Vainqueur de la Coupe de l'UEFA en 2001.
  - Vainqueur de la FA Cup en 2001.
  - Vainqueur de la Coupe de la Ligue en 2001.
- Tottenham Hotspur
  - Finaliste de la Coupe de la Ligue en 2002.

### En séléction
- Allemagne :
  - Vainqueur du Championnat d'Europe des Nations en 1996.
  - Finaliste de la Coupe du Monde en 2002.